# 阮福濶
阮福濶（グエン・フック・コアット、Nguyễn Phúc Khoát、1714年 - 1765年）は、ベトナムの広南国の国王。廟号は世宗。諡号は孝武皇帝。

## 経歴
1747年、阮福濶は軍隊を派遣してカンボジアに進入させ、カンボジアで反乱を起こした王子を支援して、新たに即位したカンボジア王アントン（Ang Tong）と対抗させた。阮氏の軍はソクチャンを占領し、勝利に乗じて、カンボジア首都のウドン城下に到達した。アントンは、現在のキエンザン省付近に半独立国を築いていた河仙総兵の鄚天賜（鄚玖の後継者）に仲介を求め、ベトナムへの領土の割譲を願い出て和平を求めた。10年後、阮福濶は鄚天賜とともにカンボジア王子の身柄を奪い取って王位につけ、これをウテイ2世とした。カンボジア王は7省の地を割譲してベトナムに与え、その中にはソクチャン、チャーヴィン、カンポットとコンポン・ソムが含まれていた。
阮福濶は武力を濫用したほか、女色を好み、租税も重く課し、ベトナム南部の民衆の不満は高まった。これが後の西山党蜂起の原因となった。
1765年、阮福濶は死去し、長泰陵（Trường thái Lăng）に葬られた。諡号は乾剛威断神毅聖猷仁慈睿智孝武王（Kiền Cương Uy Đoán Thần Nghị Thánh Du Nhân Từ Duệ Trí Hiếu Vũ Vương）といい、廟号は世宗（Thế Tông）といった。十六男の阮福淳が即位した。
1803年、かれの孫の阮福映が阮朝を建国すると、乾剛威断神毅聖猷仁慈睿智孝武皇帝（Kiền Cương Uy Đoán Thần Nghị Thánh Du Nhân Từ Duệ Trí Hiếu Vũ Hoàng Đế）と追諡された。